# Custar
Custar és una població dels Estats Units a l'estat d'Ohio. Segons el cens del 2000 tenia 208 habitants.

## Demografia
Segons el cens del 2000, Custar tenia 208 habitants, 72 habitatges, i 58 famílies. La densitat de població era de 321,2 habitants per km².
Dels 72 habitatges en un 40,3% hi vivien nens de menys de 18 anys, en un 65,3% hi vivien parelles casades, en un 13,9% dones solteres, i en un 19,4% no eren unitats familiars. En el 19,4% dels habitatges hi vivien persones soles el 12,5% de les quals corresponia a persones de 65 anys o més que vivien soles. El nombre mitjà de persones vivint en cada habitatge era de 2,86 i el nombre mitjà de persones que vivien en cada família era de 3,22.
Per edats la població es repartia de la següent manera: un 27,4% tenia menys de 18 anys, un 11,5% entre 18 i 24, un 33,2% entre 25 i 44, un 16,8% de 45 a 60 i un 11,1% 65 anys o més.
L'edat mediana era de 35 anys. Per cada 100 dones de 18 o més anys hi havia 86,4 homes.
La renda mediana per habitatge era de 37.813 $ i la renda mediana per família de 39.583 $. Els homes tenien una renda mediana de 32.083 $ mentre que les dones 21.964 $. La renda per capita de la població era de 16.508 $. Aproximadament el 8,3% de les famílies i el 12,9% de la població estaven per davall del llindar de pobresa.

## Poblacions més properes
El següent diagrama mostra les poblacions més properes.